# Козенца, Джузеппе
Джузеппе Козенца (итал. Giuseppe Cosenza; 20 февраля 1788, Неаполь, Неаполитанское королевство — 30 марта 1863, Капуа, королевство Италия) — итальянский кардинал. Епископ Андрии с 2 июля 1832 по 30 сентября 1850. Архиепископ Капуи с 30 сентября 1850 по 30 марта 1863. Кардинал-священник с 30 сентября 1850, с титулом церкви Санта-Мария-ин-Траспонтина с 3 октября 1850.